# Brent Sexton (giocatore di football americano)
Brent Sexton (Fayetteville, 23 luglio 1953) è un ex giocatore di football americano statunitense che ha militato nel ruolo di defensive back nella National Football League (NFL).

## Carriera
Sexton fu scelto nel corso del quinto giro (130º assoluto) del Draft NFL 1975 dai Pittsburgh Steelers. Vi giocò per tre stagioni e undici partite complessive, vincendo il Super Bowl X contro i Dallas Cowboys nella sua prima annata.

## Palmarès

### Franchigia
- Super Bowl : 1

Pittsburgh Steelers: X
- American Football Conference Championship: 1

Pittsburgh Steelers: 1975